# Straße der Demokratie

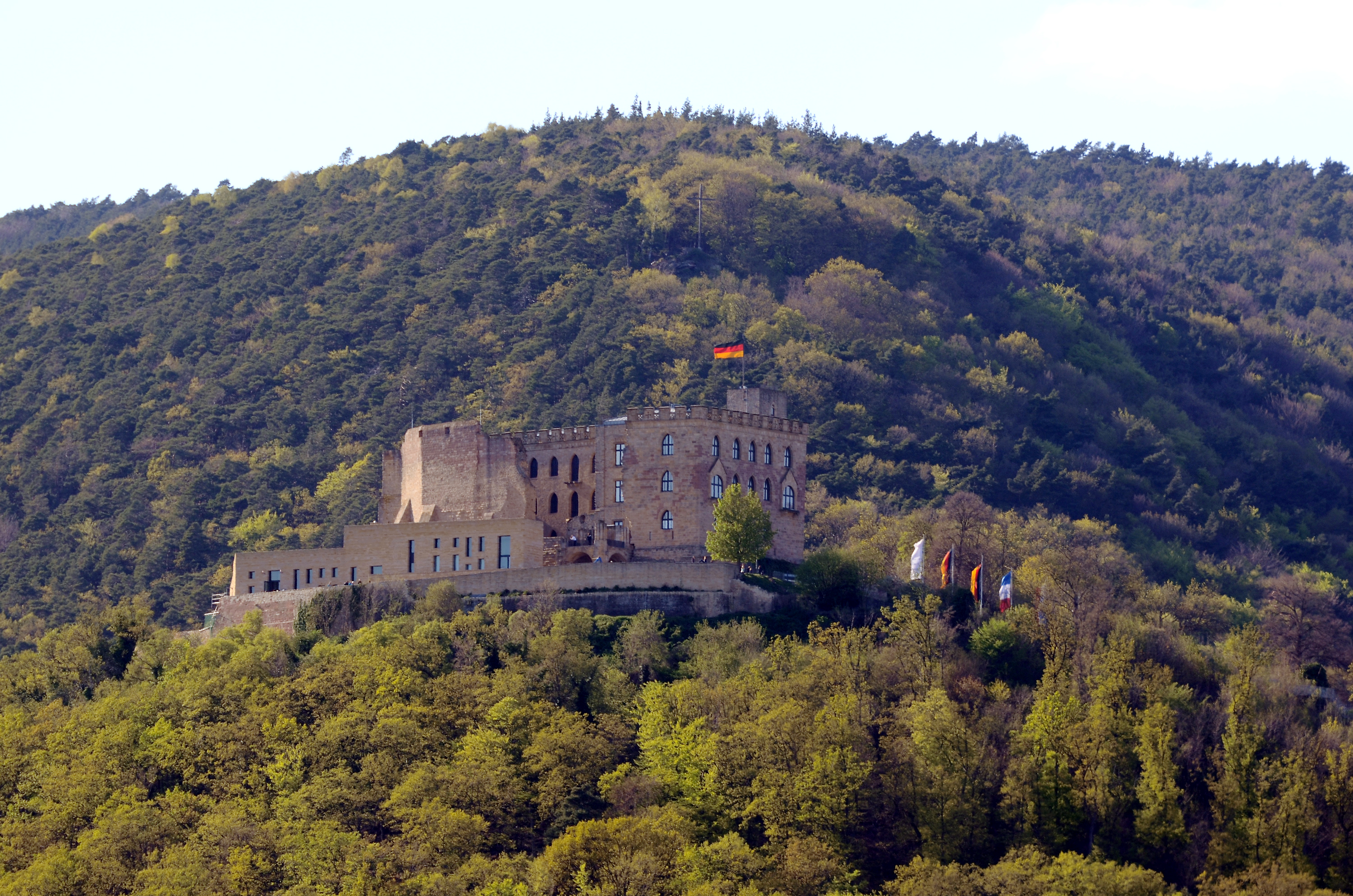
Das Hambacher Schloss heute

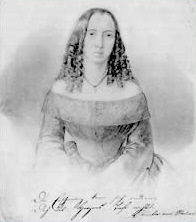
Amalie Struve * Mannheim, † New York

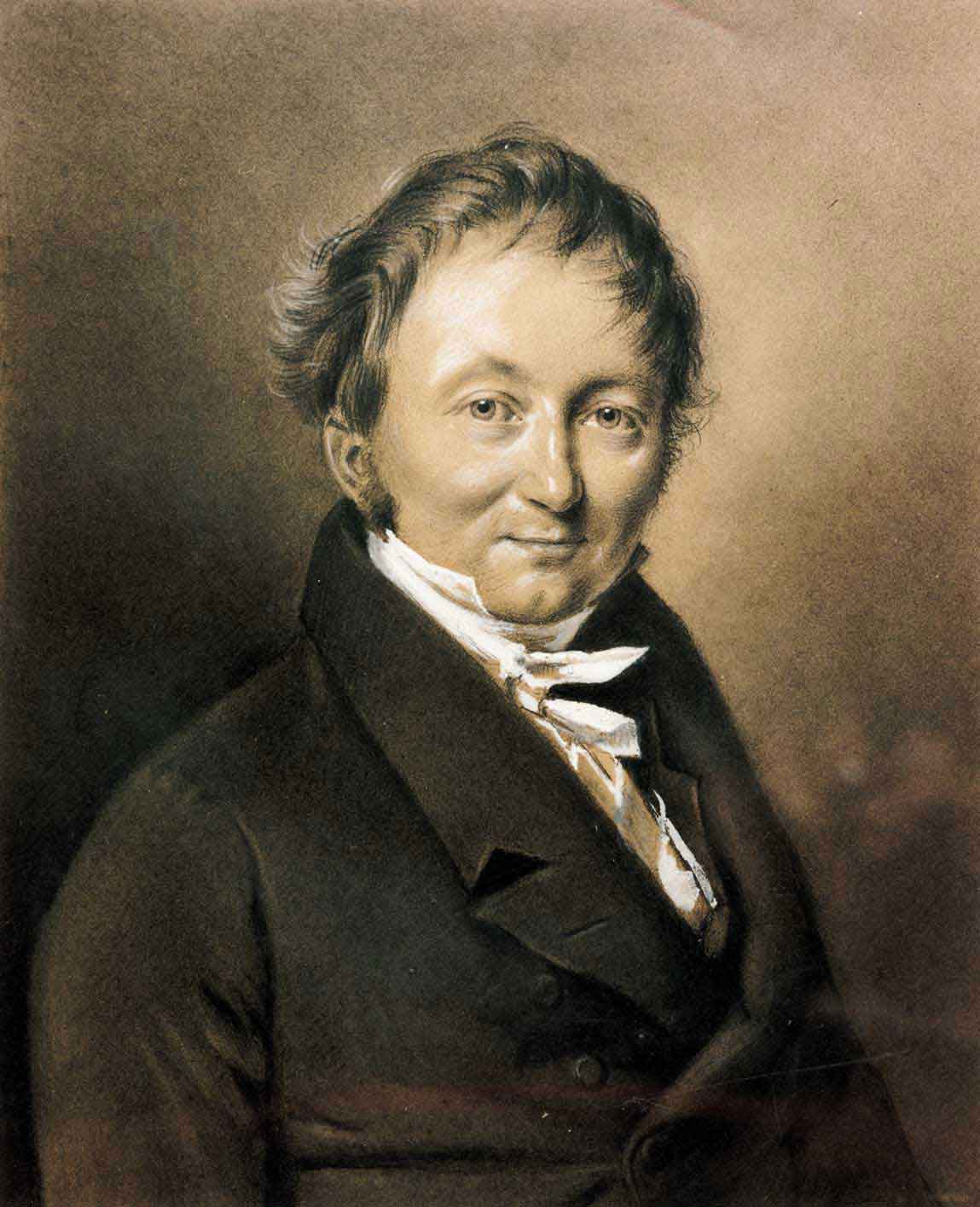
Zweirad-Erfinder Karl Drais, nach 1849 zu Karlsruhe enteignet

Die Straße der Demokratie erinnert seit dem 7. September 2007 als Ferien- und zugleich als Kulturstraße im Südwesten Deutschlands nach dem Vorbild anderer touristischer Straßen wie der Burgen- oder Barockstraße an den politischen Aufbruch hin zur Demokratie in der Region im Jahr 1848 (Deutsche Revolution). Sie ist zwischen Freiburg im Breisgau (Südbaden) und Frankfurt am Main (Hessen) ca. 280 km lang. Die Thematik „Demokratie in Deutschland“ kommt zwar im Schulunterricht zur Sprache, aber die wenigsten können auf Verwandte in der eigenen Familie zurückschauen, die an den damaligen Bestrebungen beteiligt waren. Bei Besuchen an den Orten entlang der Straße der Demokratie werden Identifikationsmöglichkeiten geboten, die zeigen, dass Demokratie eben von Menschen gemacht wird und nicht vom Himmel fällt.
An ihr liegen viele Denkmäler, die an einzelne Beteiligte erinnern. Einige sind jedoch mehr oder weniger anonyme Gemeinschaftsgräber der damals erschossenen „Aufständischen“. Das Wort „Preuße“ dagegen hat in Baden noch heute den Beigeschmack an die damaligen Interventionstruppen (Bundestruppen). Es gibt bisher insgesamt 63 Stationen an dieser Geschichtsstraße. Durch eine bessere museumsdidaktische Aufbereitung sollen Zusammenhänge nachvollziehbar gemacht werden. So soll gezeigt werden, was Demokratie im Deutschland des 19. Jahrhunderts bedeutete.

## Entstehung, Besonderheiten
Das Projekt wurde von den Städten Karlsruhe und Offenburg im Jahr 2005 initiiert und begann offiziell am 7. September 2007 mit der Vorstellung des Reiseführers Die Straße der Demokratie. Ein Routenbegleiter auf den Spuren der Freiheit im Schloss Hambach. Eine einheitliche Kennzeichnung und Informationsweitergabe erleichtert den Überblick. Die guten, bei der 150-Jahr-Feier von 1998 gemachten Erfahrungen und das dabei angesammelte Wissen sollte nicht verloren gehen. Die beteiligten Orte haben sich in einem längeren Prozess für eine neue Art der Städtepartnerschaft zu einem Thema entschieden. Tourismusmarketing (Ferienstraße) und politische Aufklärung werden in bisher einmaliger Form, Ländergrenzen übergreifend, weiträumig in dieser neuen „Straße durch die Geschichte“ verbunden.

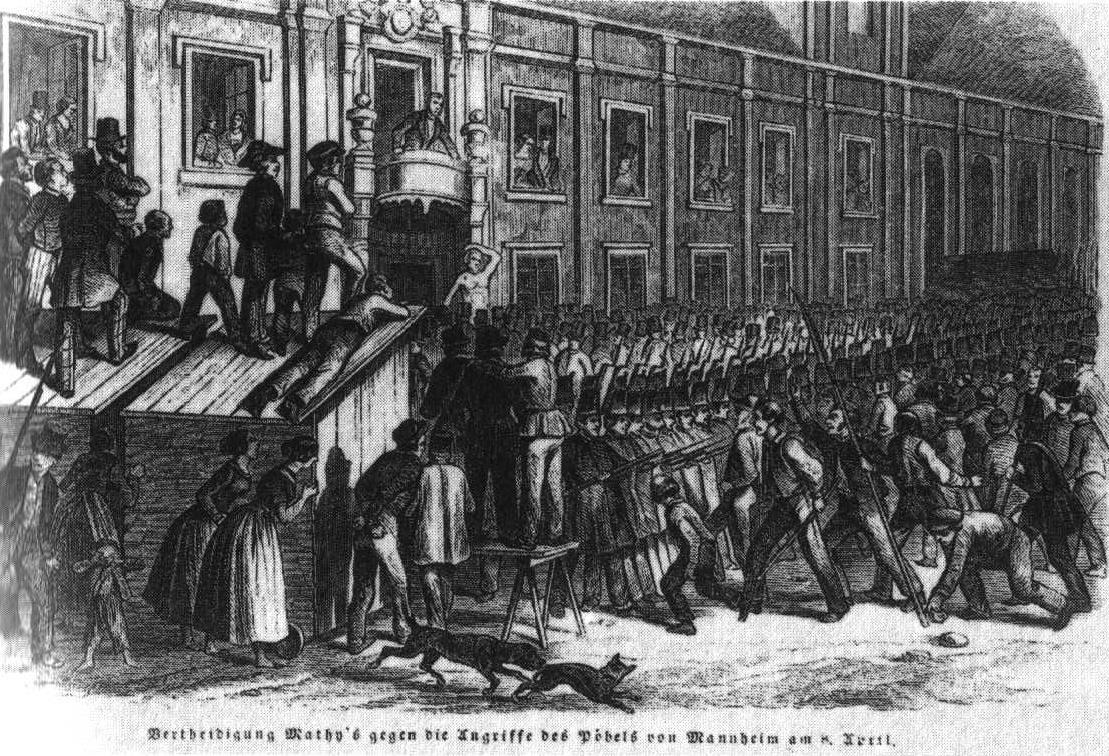
Karl Mathy spricht vom Mannheimer Rathaus, von der Bürgerwehr vor protestierenden Anhängern Heckers geschützt.

Von Frankfurt über Mainz und Mannheim bis Lörrach kann der Besucher auf den Spuren der Freiheitsbewegung – von der Französischen Revolution über den Vormärz bis in die Gegenwart – im deutschen Südwesten reisen und anhand von Gebäuden, Museen, Plätzen und anderen Erinnerungsorten mit dem einen Reiseführer Orte, Personen und die gemeinsamen freiheitlich-demokratischen Traditionen einer Region kennenlernen. Die bürgerliche Revolution in der Deutschen Geschichte erscheint im Allgemeinen oft als nationaler Befreiungskampf gegen die vielen Monarchien – aber sie ist immer verbunden mit den Demokratiebewegungen der Nachbarländer wie der Schweiz und Österreich und zuallererst in Frankreich mit der Februarrevolution. Damit wird auch immer wieder ins Bewusstsein gerufen, dass die deutsche Demokratie einen (schwierigen) Teil der Geschichte Europas darstellt und nicht isoliert als nationale Erhebung betrachtet werden kann. Umgekehrt wäre das Europa von heute unvorstellbar ohne den persönlichen Einsatz vieler Menschen im 19. Jahrhundert – gerade auch bei der zunächst gescheiterten Revolution von 1848/49.
Beteiligt sind an dem Zustandekommen der Straße der Demokratie die Erinnerungsstätte für die Freiheitsbewegungen in der deutschen Geschichte Rastatt, die Stiftung Hambacher Schloss und die elf Städte Bruchsal, Frankfurt am Main, Freiburg im Breisgau, Heidelberg, Karlsruhe, Mainz, Mannheim, Landau, Lörrach, Neustadt an der Weinstraße und Offenburg, ebenso wie die beiden Landeszentralen für politische Bildung in Baden-Württemberg und Rheinland-Pfalz. Erster Veranstaltungsort der Straße war am 7. September 2007 eine Zukunftskonferenz auf dem Hambacher Schloss.

## Routenübersicht, Stationen
Von Norden nach Süden folgt die Strecke, die überwiegend durch die Oberrheinische Tiefebene läuft, den Bundesstraßen B 9, B 38 und der B 36. Die Region ist aber auch durch ein dichtes Netz von Radwegen und vom ÖPNV erschlossen. Die neu gebaute Rheintalbahnstrecke hatte damals eine kriegsentscheidende Bedeutung. Abstecher in den Oden-, den Schwarzwald und ins Elsass lohnen sich auch unter historischen Aspekten an manchen Stellen. Im Folgenden werden einige der 63 Stationen mit Hinweisen zu verlinkten Artikeln erläutert.

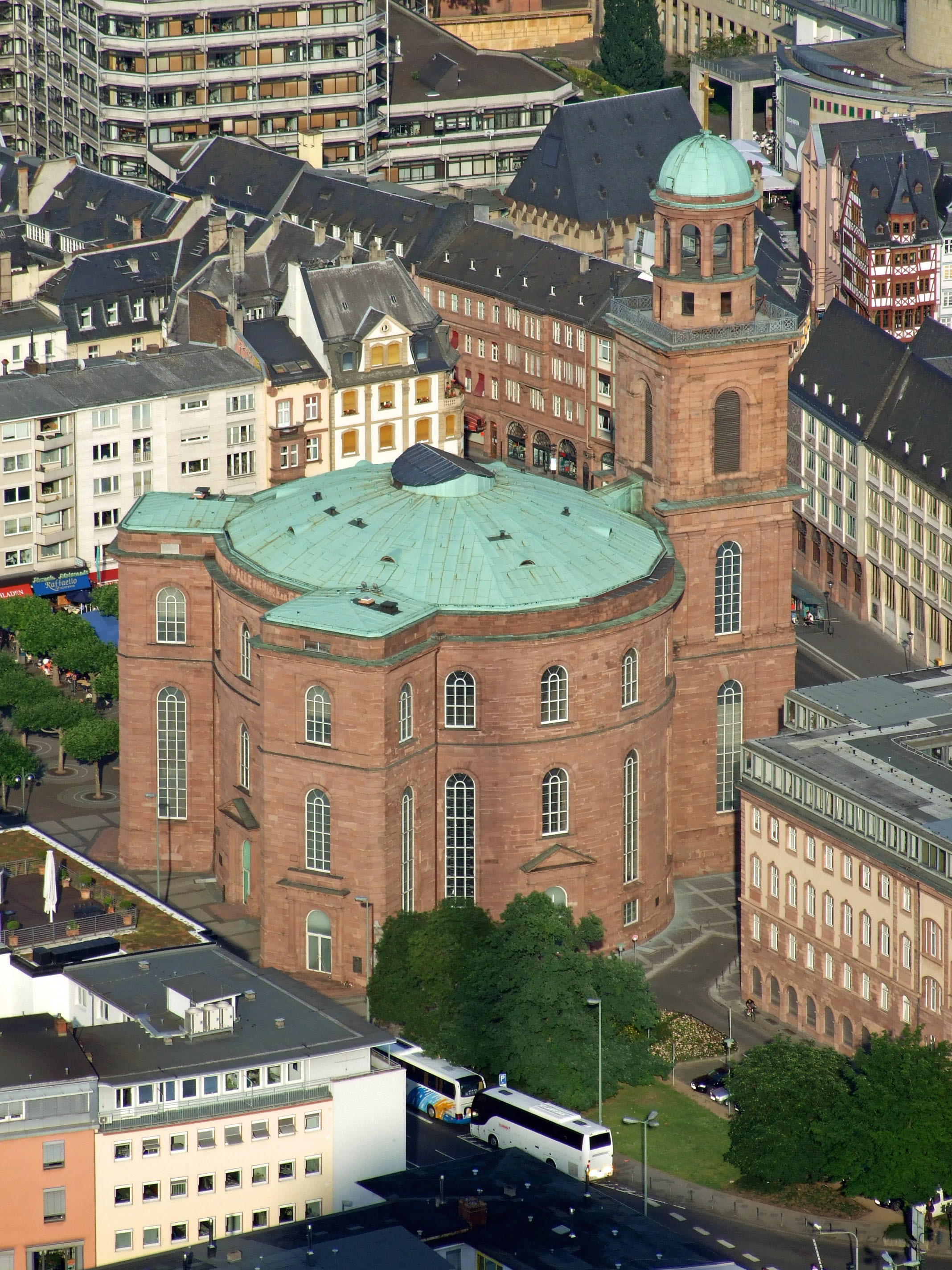
Die Frankfurter Paulskirche heute

- Frankfurt – Nationalversammlung, Paulskirche, am 18. September 1848 Barrikadenkämpfe, Robert Blum, Heinrich von Gagern
- Mainz – Der Jüngere Dalberger Hof war Schauplatz eines Hochverratsprozesses vom 23. Mai bis zum 8. Juni 1850 gegen 77 Demokraten. Das Stadttheater war Versammlungsort des Volkes und zugleich Hauptquartier der Bürgerwehr. Auf dem Hauptfriedhof erinnert das so genannte Preußen-Denkmal an die im Straßenkampf am 21. Mai gefallenen preußischen Soldaten.
- Goddelau bei Darmstadt: Büchnermuseum (Vormärz)
- Mannheim war vor und neben Frankfurt politisches und militärisches Zentrum im Südwesten – u. a. Barrikadenkämpfe am 27. Februar 1848, Forderungen der Mannheimer Volksversammlung, Wirkungsort von Karl Drais
- Heidelberg – Freiheitlich und national gesinnte Studenten der Universität setzten sich mit Bauern und Bürgern zusammen gegen die Positionen der Reaktion ein. Die Heidelberger Versammlung der 51 war ein Treffen 51 liberaler und demokratischer Politiker am 5. März 1848 im Gasthaus „Badischer Hof“
- Schloss Kislau, eine ehemalige Sommerresidenz und Badeort des Fürstbischofs von Speyer, wird 1849 nach der Niederlage ein Internierungsort der badischen Freiheitskämpfer, unter den Häftlingen viele Studenten aus Heidelberg.
- Hambacher Schloss – 1832, Vormärz, erste Massenprotestversammlung der Neuzeit in Deutschland, bei Neustadt an der Weinstraße
- Landau in der damals bayerischen Pfalz – Konrad Krez, auch er später Emigrant und dann General der Unions-Armee in den USA
- Waghäusel – im Gefecht bei Waghäusel siegte die Revolutionsarmee über preußische Truppenteile (21. Juni 1849, Ludwik Mierosławski – in Frankreich geborener Offizier polnischer Herkunft und zweiter Oberbefehlshaber der badischen Revolutionsarmee)
- Karlsruhe – Badische Revolution, Karl Drais, weitere Wegmarken sind das Alte Badische Ständehaus (1822, das erste deutsche Parlamentsgebäude), 1864 das erste deutsche Verwaltungsgericht, 1893 das erste deutsche Mädchengymnasium und seit 1951 das Bundesverfassungsgericht.
- Erinnerungsstätte für die Freiheitsbewegungen in der deutschen Geschichte Rastatt – Am 23. Juli 1849 kapitulierten hier die vereinte revolutionäre und Teile der regulären Badischen Armee. Dieses Museum war ein Ideengeber der neuen Straße.
- Offenburg – im Haus Salmen Volksversammlungen (etwa die Offenburger Versammlung 1848), Franz Sigel stellte hier die badischen Freischaren zusammen.

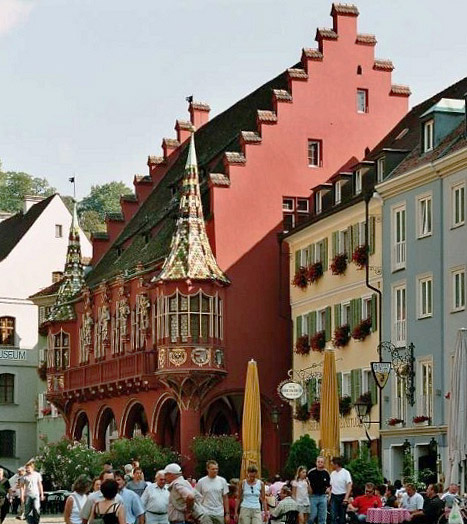
Freiburg, Historisches Kaufhaus am Münsterplatz

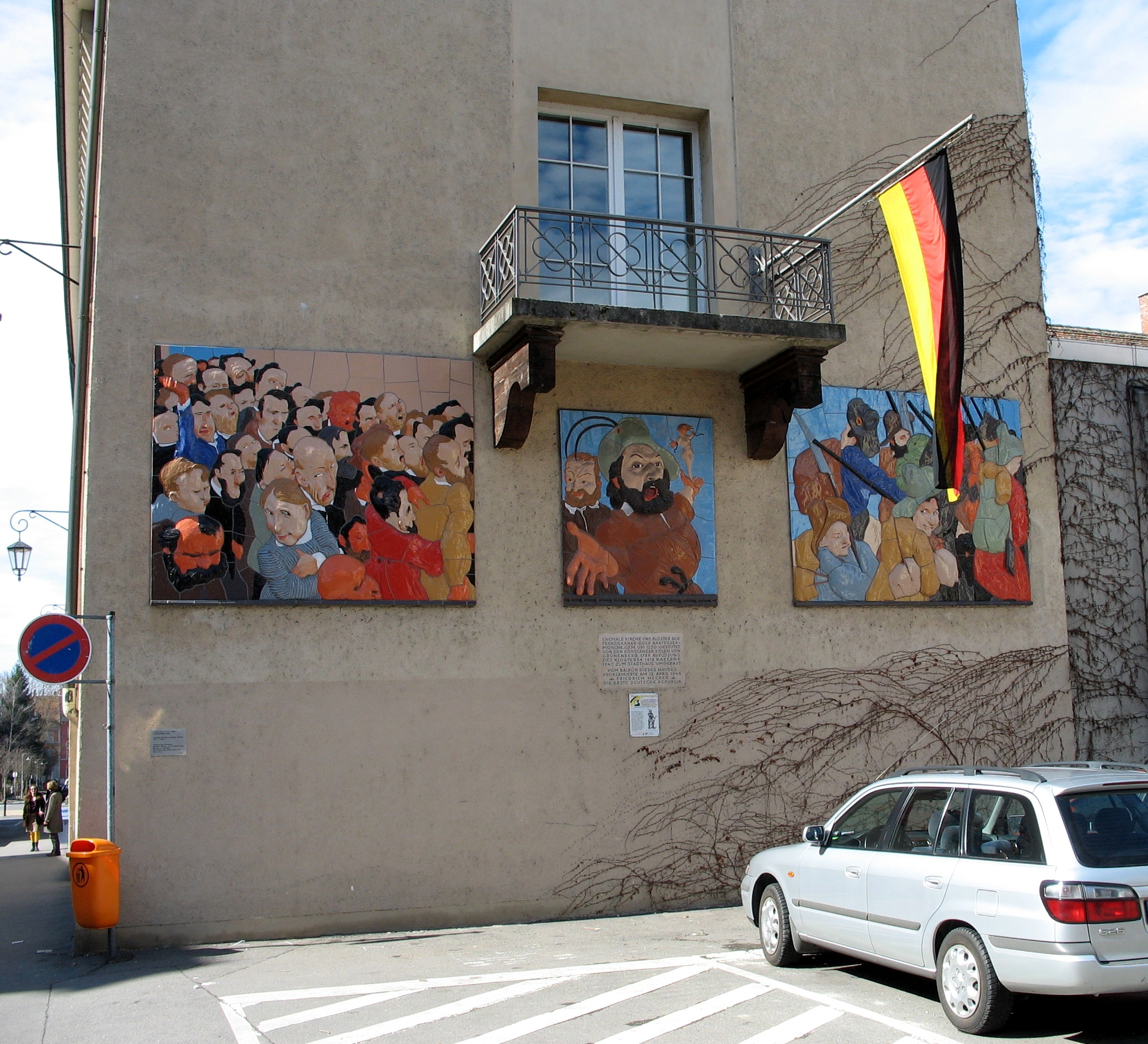
Konstanzer Stadthaus. Majolikarelief von Johannes Grützke (1996/98) zum Heckeraufstand

- Freiburg – Barrikadenkämpfe gegen badische und hessische Bundestruppen am Ostersonntag 1848. Von 1946 bis 1949 war das Historische Kaufhaus am Münsterplatz im Übrigen Parlamentsgebäude. Am 22. November 1946 trat erstmals nach 1933 in Baden eine demokratische Landesversammlung im Kaisersaal zusammen. Der französische Gouverneur Pierre Pène übergab dort die eigenverantwortliche Führung an das Volk. Die Versammlung erarbeitete die Verfassung, die am 18. Mai 1947 zur Abstimmung kam. Der zeitgleich mit der Volksabstimmung gewählte Badische Landtag trat hier am 29. Mai zu seiner ersten Sitzung zusammen.
- Lörrach – Im ehemaligen Gasthaus Hirschen war ein Treffpunkt des Zeitungslesevereins. Gustav und Amalie Struve. Emma Herwegh, eine Republikanerin und die erste Heerführerin der deutschen Geschichte.

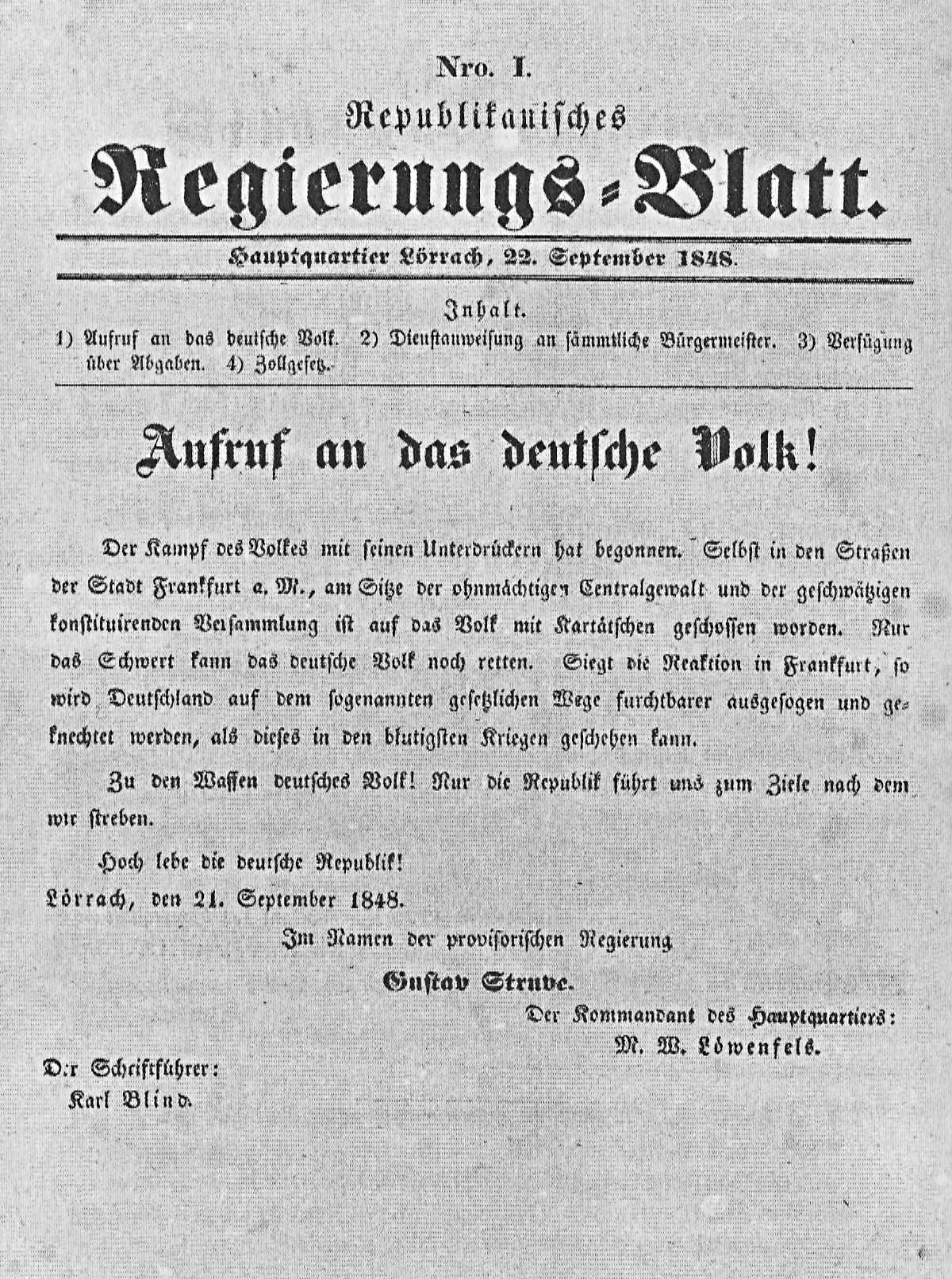
Republikanisches Regierungsblatt Nr. 1 (Gustav Struve)

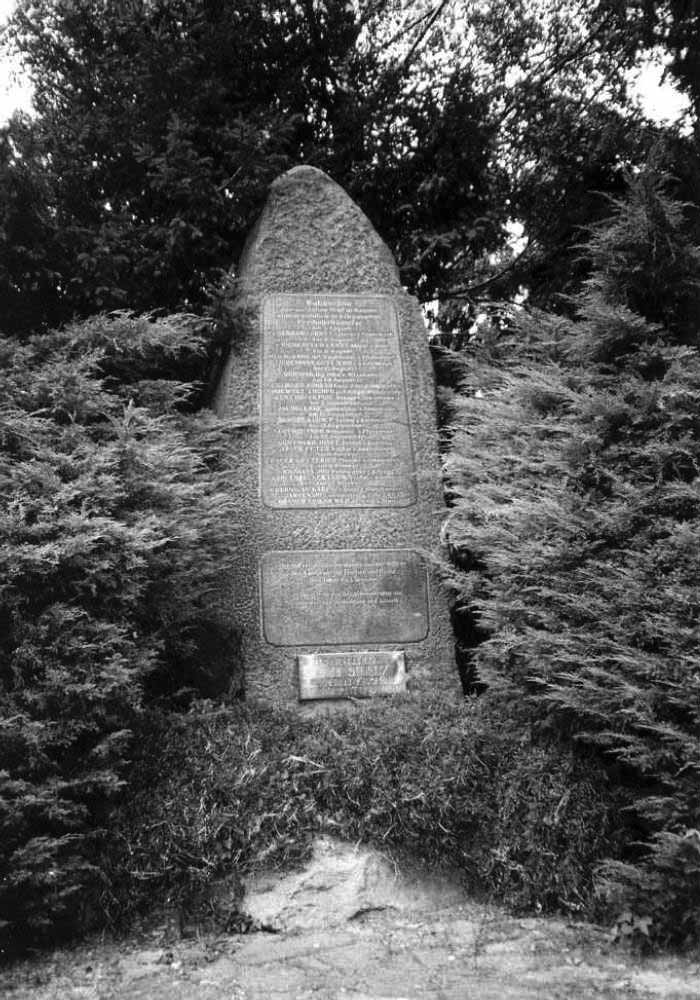
Denkmal für die getöteten Demokraten vor der Bastion 30 in Rastatt

## Diverses
- Eine reguläre Ortsstraße gleichen Namens, übrigens eine Seltenheit, gibt es in Breitenworbis und in Battern (Ortsteil von Haynrode). Auch in Frankreich ist die Rue de la démocratie nicht häufig, möglicherweise wegen des Anklangs an die Jahre nach 1789. Stattdessen findet sich häufig eine Rue de la République, wobei der Begriff der „Republik“ stellvertretend für Ideale wie Freiheit und Gleichheit steht.
- Mit der „Straße des Gedenkens und der Menschenrechte“ (Chemin de la memoire et des droits de l’homme; mit einem Schwerpunkt auf den Jahren 1943–1944) gibt es ein ähnlich gelagertes, dort von Privatleuten und Kommunen getragenes Projekt im Elsass, das bei Rastatt den Rhein überquert.
- Von Dani Karavan wurde in Nürnberg beim Germanischen Nationalmuseum das Kunstwerk „Straße der Menschenrechte“ („Way of Human Rights“) gestaltet.
- Die Neue Rheinische Zeitung erhielt den Untertitel: Organ der Demokratie. Köln, 1848 und 1849.
- Die Demokratiemauer – vom Wort her das Gegenteil jeder Demokratiebewegung – war eine Wandzeitung, die als demokratische Publikationsform im Mittelpunkt einer Bewegung in der Volksrepublik China in den späten 1970er Jahren stand.
- Der Ausdruck „Straße zur Demokratie“ steht oft für politische Bewegungen oder Zielsetzungen in verschiedenen Ländern, z. B. in Portugal 1974, Osteuropa 1989, wie im Buch von Václav Klaus: On the Road to Democracy. 2005. ISBN 1-56808-143-X. Siehe auch Bürgerrechtsbewegungen
- 2006 wurde in China Ren Zhiyuan, ein 27-Jähriger Lehrer, zu zehn Jahren Gefängnis verurteilt, weil er unter anderem ein regimekritisches Essay mit der Überschrift „Die Straße zur Demokratie“ (The Road to Democracy) ins Internet gestellt hatte. (Nach A I und Human Rights in China, Bericht der netzeitung.de vom 17. März 2006 und dpa/ai-medienteam vom 19. März 2007)

## Siehe auch

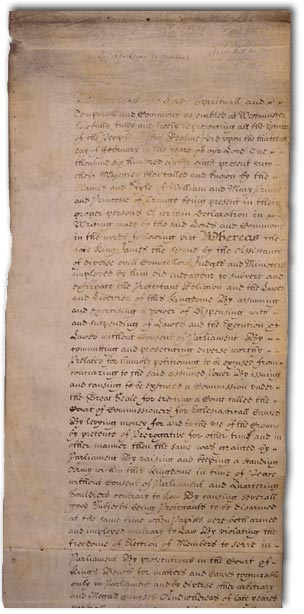
Die Bill of Rights